# سوربن (کمون)
سوربن (تلفظ فرانسوی: [sɔʁbɔ̃]) یک کمون در شمال فرانسه است. این کمون، زادگاه روبر دو سوربن (۱۲۷۴-۱۲۰۱)، استاد الهیات دوران سلطنت لوئی نهم و بنیانگذار دانشگاه سوربن است.